# Chiesa di Sant'Efisio (Talana)
La chiesa di Sant'Efisio è un edificio religioso situato a Talana, centro abitato della Sardegna centro-orientale. Consacrata al culto cattolico è sede dell'omonima parrocchia e fa parte della diocesi di Lanusei.
La festa di sant’Efisio
Nella prima domenica di maggio la comunità di Talana festeggia sant’Efisio nella chiesa campestre dedicata al santo al confine col territorio di Lotzorai. Il simulacro viene traslato il sabato pomeriggio dalla chiesa parrocchiale del paese a quella campestre per poi riportarlo in paese il lunedì pomeriggio.